# Hainburg (Alemanha)
Hainburg é um município da Alemanha, situado no distrito de Offenbach, no estado de Hesse. Tem 15,95 km² de área, e sua população em 2019 foi estimada em 14.401 habitantes.